# Sternwarte Bothkamp

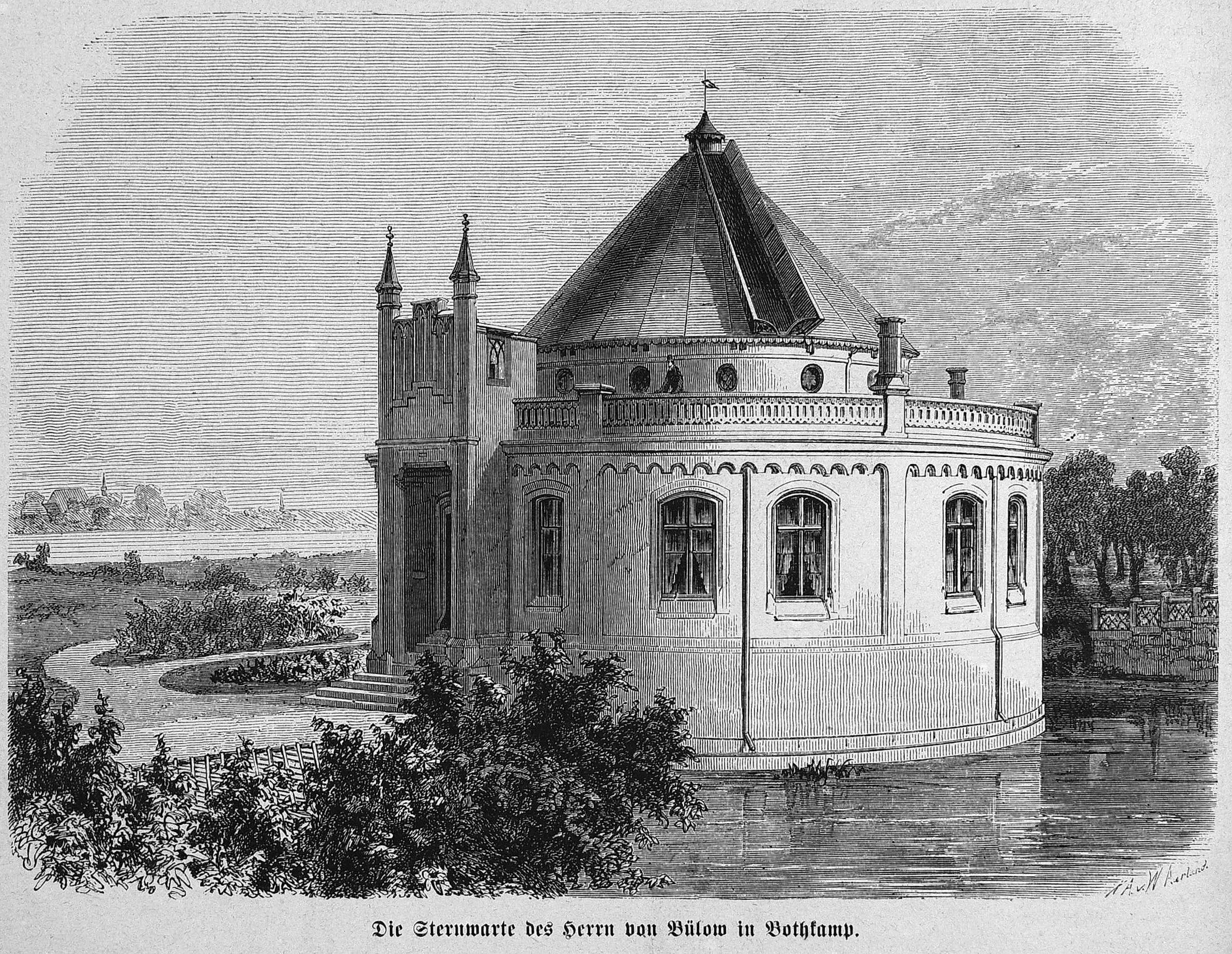
Die Sternwarte des Herrn von Bülow in Bothkamp, 1871 in der Zeitschrift Die Gartenlaube

Die Sternwarte Bothkamp war eine historische astronomische Forschungseinrichtung. Sie befand sich am Rande des Gutshofes Bothkamp im Kreis Plön südlich von Kiel und wurde von 1870 bis 1914 betrieben.

## Geschichte

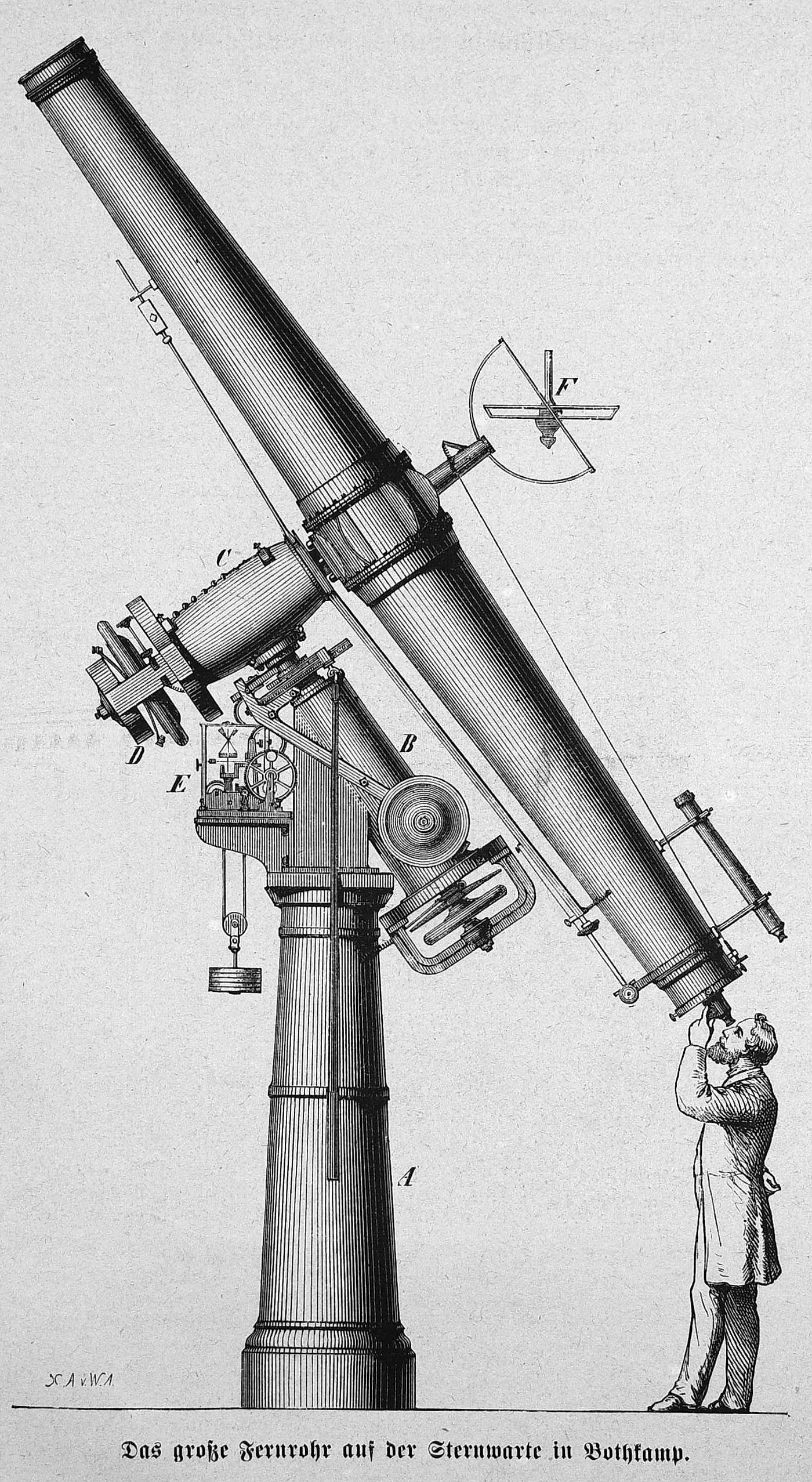
Das große Fernrohr auf der Sternwarte in Bothkamp, 1871 in der Zeitschrift Die Gartenlaube

1869 ließ der Gutsbesitzer und Kammerherr Friedrich Gustav von Bülow (1814–1893) auf Anregung des Astronomen Karl Friedrich Zöllner auf seinem Gut für 700.000 Mark eine private Sternwarte einrichten und mit modernsten Geräten ausstatten. Hauptinstrument war ein Refraktor mit einer Öffnung von 29,3 cm und einer Brennweite von 4,9 m, der seinerzeit das größte Teleskop Deutschlands darstellte. Das Objektiv dafür hatte Bülow 1867 bei der Pariser Weltausstellung als Rohguss erworben. Der Hamburger Optiker Hugo Schröder fertigte damit für 150.000 Mark einen Refraktor.
Von 1870 bis 1874 arbeiteten Hermann Carl Vogel und Wilhelm Oswald Lohse in Bothkamp auf dem Gebiet der Astrophysik. Sie führten insbesondere spektroskopische und fotometrische Untersuchungen an Sternen durch. 1874 wechselten Vogel und Lohse zum  Astrophysikalischen Institut Potsdam.
Von 1881 bis 1883 war Leo Anton Carl de Ball in Bothkamp tätig. 1882 entdeckte er von dort aus den Asteroiden (230) Athamantis.
Nach Bülows Tod im Jahre 1883 ließen die astronomischen Tätigkeiten in Bothkamp nach. 1914 wurde der Betrieb eingestellt. Einen 1919 mit Paul Harzer geschlossenen Schenkungsvertrag zugunsten der Universität Kiel kündigte die Familie wieder auf. Sie beauftragte anschließend Kurd Kisshauer mit dem Verkauf, was aber misslang. In den 1930er Jahren wurde das Gebäude abgerissen. Die Ausrüstung kam in das Museum in Kiel.
Heute sind nur noch die Fundamente der Sternwarte sichtbar.